# 최선돌
김선돌은 대한민국의 애니메이션 《안녕 자두야》에 등장하는 등장인물이다.

## 특징
김선돌은 《안녕 자두야》에서 중산층 및 상류층에 해당되는 뚱뚱한 캐릭터로, 자신의 체중을 싫어한다.

## 다른 캐릭터들과의 관계

### 최자두
- 성우 : 여민정
- 인물소개 :친구. 다르게 특별한 것없이 평범한 친구사이이다.

### 김민지
- 성우 : 정혜옥
- 인물소개 :호감을 느끼고 있는 친구.

### 윤순기
- 성우 : 김보영
- 인물 소개 :친구. 본명 대신 딸기라는 별명으로 잘 부른다.[2] 부모님과 함께 빵집을 운영하고 있다.

## 같이 보기
- 안녕 자두야